# Goševo (Sjenica)
Pour les articles homonymes, voir Goševo.
Goševo (en serbe cyrillique : Гошево) est un village de Serbie situé dans la municipalité de Sjenica, district de Zlatibor. Au recensement de 2011, il comptait 54 habitants.

## Démographie
| 1948 | 1953 | 1961 | 1971 | 1981 | 1991 | 2002 | 2011 |
| ---- | ---- | ---- | ---- | ---- | ---- | ---- | ---- |
| 272  | 315  | 372  | 291  | 183  | 106  | 70   | 54   |

|  |